# Нардегин
Нардегин — хутор в Кущёвском районе Краснодарского края. Входит в состав Шкуринского сельского поселения.

## География
Расположен в северной части Приазово-Кубанской равнины.

### Улицы
- ул. Коммунаров,
- ул. Молодёжная,
- ул. Партизанская,
- ул. Пионерская.

## Население
| 2002 | 2010 |
| ---- | ---- |
| 334  | ↘254 |